# Miami (Arizona)
Miami é uma vila localizada no estado americano do Arizona, no condado de Gila. Foi incorporada em 1918.

## Geografia
De acordo com o United States Census Bureau, a vila tem uma área de 2,3 km², onde todos os 2,3 km² estão cobertos por terra.

### Localidades na vizinhança
O diagrama seguinte representa as localidades num raio de 40 km ao redor de Miami.

## Demografia
Segundo o censo nacional de 2010, a sua população é de 1 837 habitantes e sua densidade populacional é de 806 hab/km². Possui 973 residências, que resulta em uma densidade de 426,9 residências/km².